# 10000 متر في الألعاب الأولمبية الصيفية 2012 - رجال
أقيم نهائي 10000 متر الرجال في الألعاب الأولمبية الصيفية 2012 يوم 4 أغسطس بالملعب الأولمبي بلندن
الحد الأدنى المؤهل للأولمبيات هو 27د 47ث 00 بالنسبة للحد (أ)، و28د 05ث 00 بالنسبة للحد (ب)

## الرقم القياسي
الرقم القياسي العالمي والأولمبي للفعالية قبل الألعاب الأولمبية :
| الرقم القياسي العالمي  | 26د 17ث 53 | كينينيسا بيكيلي إثيوبيا | 26 أغسطس 2005 | بروكسيل |
| الرقم القياسي الأولمبي | 27د 01ث 17 | كينينيسا بيكيلي إثيوبيا | 17 أغسطس 2008 | بيجين   |

## المتوجون بالميدالية
| الذهبية                  | الفضية                    | البرونز               |
| محمد فرح المملكة المتحدة | جالن روب الولايات المتحدة | تاريكو بيكيلي إثيوبيا |

## وصلات خارجية
- الفعالية على موقع الألعاب الأولمبية 2012